# Daimoku
Nam Myōhō Renge Kyō (南無妙法蓮華經?   o también Namu Myōhō Renge Kyō) es una frase sagrada japonesa que se recita en todas las formas del budismo Nichiren. En inglés, significa "Devoción al Dharma Místico del Sutra del Loto" o "Homenaje al Sublime Dharma del Sutra del Loto". La invocación que constituye la base de la práctica de todas las formas de Budismo Nichiren, y representa el Dharma último o la verdad suprema del universo.

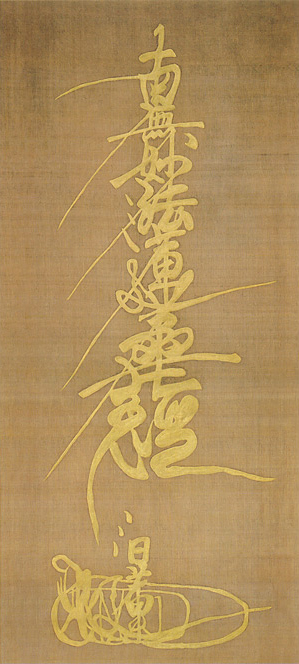
Una inscripción de Nam Myōhō Renge Kyō realizada por el artesano japonés Hasegawa Tohaku. Toyama, Japón. Periodo Momoyama, 1568.

Las palabras Myōhō Renge Kyō se refieren al título japonés del Sutra del Loto (sánscrito: Saddharmapuṇḍarīkasūtra). Esta frase se conoce como el Daimoku (題目) o, en forma honorífica, O-daimoku (お題目), que significa "título", y fue enseñada públicamente por el sacerdote budista japonés Nichiren el 28 de abril de 1253 en la cima del monte Kiyosumi, que hoy se conmemora en el templo Seichō-ji en Kamogawa, prefectura de Chiba, Japón.
En el budismo Nichiren, la práctica de la recitación prolongada del Daimoku se conoce como Shōdai (唱題). Los creyentes del budismo Nichiren afirman que el propósito de esta práctica es reducir el sufrimiento al erradicar el karma negativo y toda retribución kármica, al mismo tiempo que se avanza en el camino hacia el despertar perfecto y completo. 

## Historia
La devoción al Sutra del Loto tiene una larga historia en China y Japón (especialmente en la escuela Tiantai), pero generalmente se asociaba con la recitación de capítulos enteros del sutra, o del sutra completo, y no solo de su título. Un homenaje similar al daimoku se encuentra en textos rituales chinos pertenecientes a la escuela Tiantai, como en el Arrepentimiento del Loto de Zhiyi, el fundador de esta tradición. Sin embargo, estas frases de homenaje solo se recitan una vez como parte del ritual completo, no como un canto repetitivo.
El Fahua ch'uan-chi, un texto devocional chino de la dinastía Tang relacionado con el Sutra del Loto, contiene al menos dos relatos de personas que fueron salvadas del infierno al recitar "Námó miàofǎ liánhuá jīng" (el daimoku en chino), pero esto es solo una recitación única, y el texto no menciona su uso como un canto continuo en la práctica religiosa.

### En el Japón del período Heian

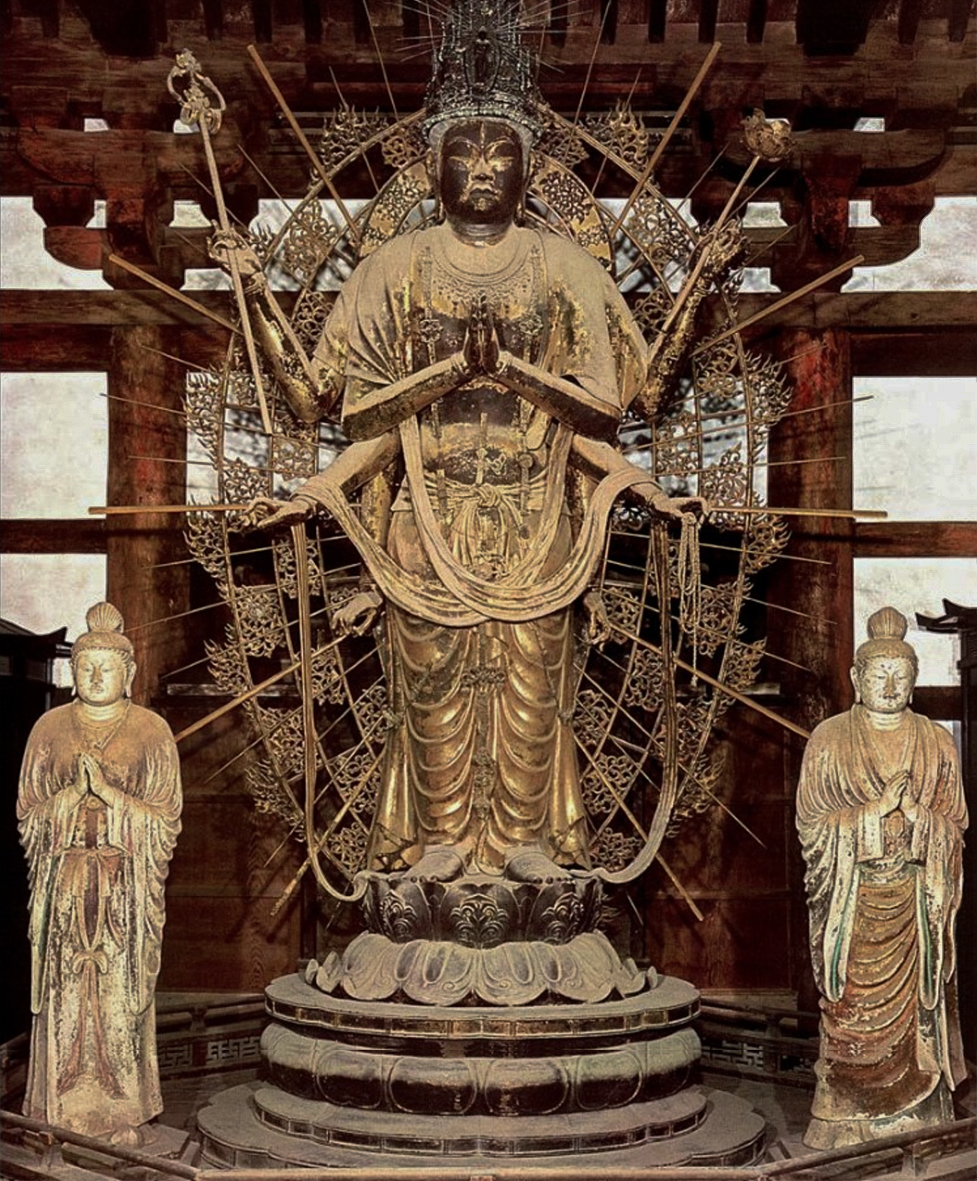
Fukūken-saku Kannon en el Hokke-dō (Sala Ritual del Sutra del Loto) de Tōdai-ji. Kannon (Guanyin), que aparece en el Sutra del Loto, se asociaba a menudo con el daimoku durante el periodo Heian.

La práctica propiamente dicha de recitar el Daimoku, es decir, el título del Sutra del Loto (en japonés: Namu-myōhō-renge-kyō), fue popularizada por el reformador budista del período Kamakura, Nichiren (1222–1282). Aunque a menudo se asume que esta práctica fue una innovación original suya, la evidencia histórica sugiere que existía en Japón mucho antes de su tiempo. Referencias tempranas a la recitación del Daimoku aparecen en textos del período Heian (794–1185), como el Shui ōjōden y el Hokke hyakuza kikigakisho, donde se asociaba con la devoción al Sutra del Loto. Sin embargo, Nichiren transformó esta práctica al dotarla de una base doctrinal integral y promoverla como el único medio de salvación en la era degenerada del Último Dharma (mappō).
La idea de que el título del sutra poseía el poder de todo el sutra pudo haber sido influenciada por el hecho de que Zhiyi, el fundador chino de la escuela Tiantai, había explicado en su comentario al Sutra del Loto (Fahua Xuan Yi) que el título del sutra contenía en sí mismo el significado completo de todo el sutra, y que representaba la naturaleza sublime (miao 妙) de la realidad última misma.
El uso más antiguo autenticado del daimoku japonés data del año 881, en una oración compuesta por Sugawara no Michizane para sus padres fallecidos. En esta oración, el daimoku estaba realmente emparejado con un homenaje al bodhisattva Kannon (comoː Namu Kanzeon Bosatsu, Namu Myōhō Renge Kyō). De manera similar, el Kachio engi (posiblemente fechado en el siglo IX) afirma que el monje Shōnyo enseñó la recitación de Namu Myōhō Renge Kyō y Namu Amida Nyorai (el nembutsu).
Para finales del siglo X y comienzos del siglo XI, el daimoku se recitaba en el bastión de la escuela Tendai, el monte Hiei, como expresión de devoción al Dharma. Hay evidencia del uso del daimoku en entierros de sutras, inscripciones en estatuas y otras prácticas religiosas, lo que indica su creciente importancia tanto en círculos monásticos como aristocráticos. Estos ejemplos suelen estar asociados con el Buda Amida o el bodhisattva Kannon. Por ejemplo, una estatua de Kannon instalada en el templo Koryuji en el año 1012 incluía inscripciones del daimoku junto con el nembutsu (Namu Amida Butsu).
El texto Kūkan (Contemplación de la Vacuidad), atribuido (con cierta duda) al monje Tendai Genshin (942–1017), afirma que aquellos que "aborrecen el impuro mundo Saha y aspiran a la Tierra Pura de la Suprema Bienaventuranza deben recitar Namu Amida Butsu, Namu Myōhō Renge Kyō, Namu Kanzeon Bosatsu", lo que puede interpretarse como un homenaje correspondiente a las tres joyas del budismo. Pasajes similares que contienen el daimoku como un canto devocional se encuentran en las obras de los discípulos de Genshin, como Kakuun (953-1007) y Kakuchō (952/960-1034).
A finales del siglo XII, el daimoku comenzó a recitarse de forma repetitiva, de manera similar al nembutsu (la recitación del nombre del Buda Amida), como se observa en los registros de rituales y ceremonias de esa época. Relatos provenientes de los setsuwa (cuentos budistas) ilustran aún más el papel del daimoku como una práctica sencilla pero poderosa, accesible incluso para aquellos con conocimientos limitados sobre el budismo. Estos relatos destacan el poder salvífico del Sutra del Loto, sugiriendo que incluso pronunciar su título podría crear un vínculo con el Dharma y conducir a la salvación. Sin embargo, la práctica aún no era tan extendida entre la gente común, siendo más prominente entre los monjes y la nobleza.
En una historia hallada en el Hokke hyakuza kikigakisho, el daimoku (en este caso: Namu ichijō myōhō renge kyō) es recitado por un monje chino analfabeto que no podía aprender a recitar el Sutra del Loto en sí, y esta práctica posteriormente lo salva del infierno.
Además, durante este período surgió una clase de personas conocidas como "recitadores del título" (daimyōsō), quienes entonaban el daimoku en conferencias públicas y otras ceremonias. Es posible que estas figuras hayan contribuido a difundir la práctica antes del auge del budismo Nichiren. La práctica del daimoku en el siglo XII a menudo se combinaba con el nembutsu o se asociaba con el budismo de la Tierra Pura. Un ejemplo del siglo XII temprano se encuentra en el Shui ōjōden (Selección de biografías de personas nacidas en la Tierra Pura), que describe esta práctica en el contexto de la devoción a la Tierra Pura. El texto relata cómo Tachibana no Morisuke (fallecido en 1096) recitaba el nombre del Buda Amida y el título del Sutra del Loto cada noche mirando hacia el oeste.
En otro ejemplo, el artista Unkei (1150–1223) describe cómo, durante la copia ritual del Sutra del Loto, varios devotos realizaban tres reverencias por cada línea del sutra que él copiaba. Con cada reverencia recitaban el daimoku y el nembutsu. Unkei también menciona cómo los seguidores laicos locales del proyecto recitaban el nembutsu y el daimoku varias miles de veces.
El título del Sutra del Loto también fue empleado por la escuela Tendai en prácticas de yoga esotérico, especialmente en el Ritual del Loto (Hokke Hō), un rito budista esotérico basado en el Sutra del Loto y el budismo esotérico chino. Este rito hacía uso de mándalas, mantras y dhāraṇīs, incluidas las dhāraṇīs enseñadas en el Sutra del Loto, así como el daimoku.

### ElShuzenji-ketsu
Un texto medieval de enseñanzas orales Tendai (kuden), el Shuzenji-ketsu (Decisiones doctrinales del Hsiu-ch'an-ssu),  recomienda la recitación del daimoku como una práctica en el lecho de muerte, afirmando que esta práctica es un "contenedor del Dharma" que puede incluir dentro de sí la contemplación triple de la escuela Tiantai. El texto menciona que "a través de la acción de los tres poderes del Maravilloso Dharma [Dharma, Buda y Fe], uno alcanzará de inmediato la sabiduría iluminada y no recibirá un cuerpo atado por el renacimiento y la muerte."
El texto también enseña la recitación del daimoku como un método para contemplar los tres mil reinos en un solo pensamiento (ichinen sanzen), nuevamente en el momento de la muerte, y la empareja con la recitación del nombre del bodhisattva Kannon. Además, el texto enseña la recitación del daimoku como parte de un rito contemplativo que incluye postraciones ante imágenes que representan los diez reinos de la existencia en un altar, la recitación del daimoku y la contemplación de la unidad de los diez reinos.
La datación del Shuzenji-ketsu es incierta y ha generado mucha controversia académica en Japón. Los estudiosos discrepan sobre si la obra influyó en Nichiren, fue influenciada por él o si surgió de manera independiente en un período cercano. Por ejemplo, Shimaji Daito (1875-1927) sitúa el texto en el período del gobierno enclaustrado (1086-1185). Tamura Yoshiro, por su parte, fecha la obra entre 1250-1300. Takagi Yutaka, por otro lado, coincide con la idea de que el texto es del período Heian tardío y que refleja la preocupación de esa época por lograr una muerte adecuada.
Muchos académicos han señalado que la devoción a Amitabha y al Sutra del Loto fueron elementos clave del budismo en el período Heian, donde se veían como prácticas complementarias. La escuela Tendai en el monte Hiei era conocida por un horario de práctica que se centraba en los rituales del Sutra del Loto por la mañana y las prácticas de la Tierra Pura por la tarde. Esta costumbre fue posteriormente descrita mediante el lema: "daimoku por la mañana y nembutsu por la tarde."

### Nichiren

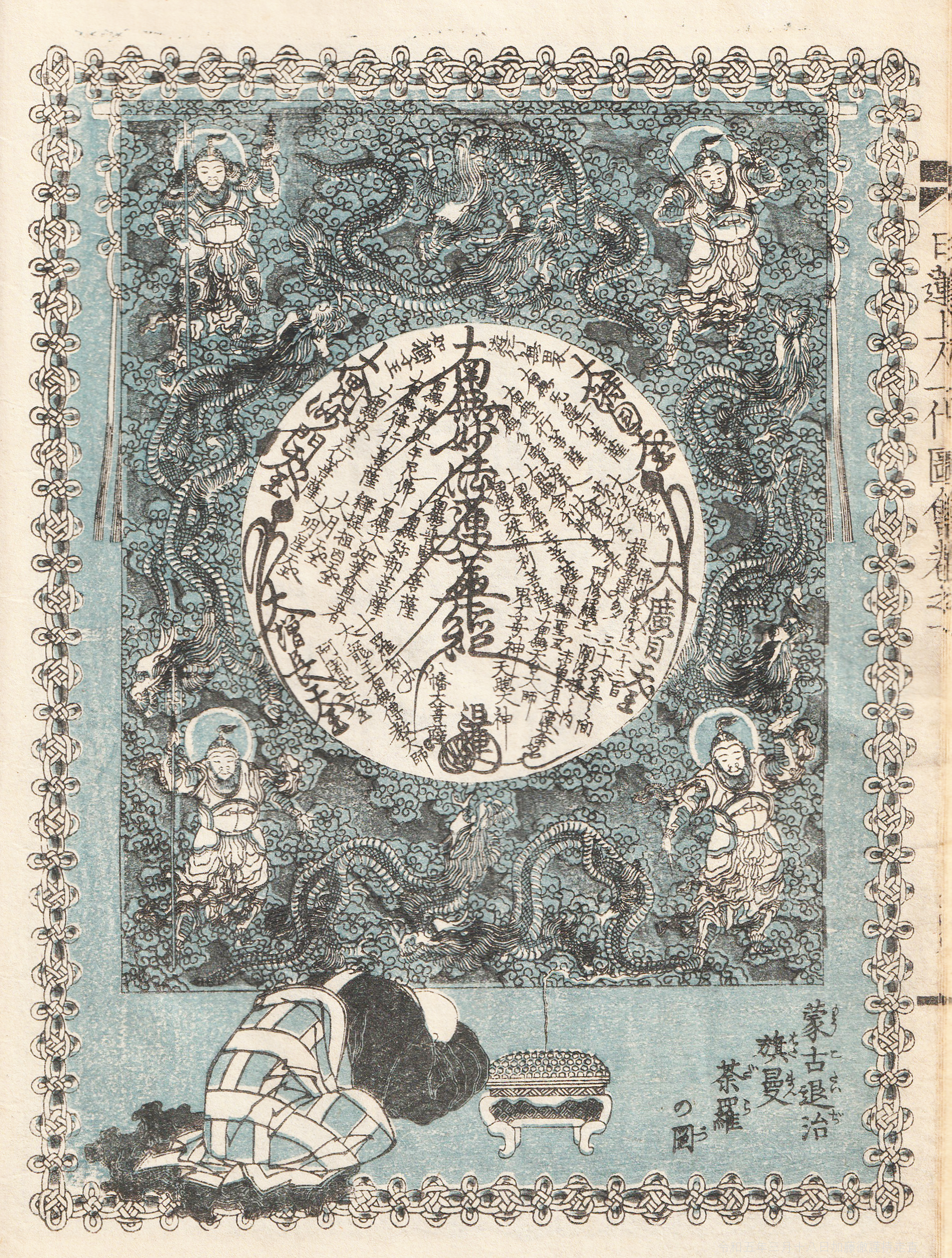
Nichiren bowing before the Gohonzon, a calligraphic mandala depicting the Daimoku

El renombrado revividor del Sutra del Loto en la escuela Tendai, Nichiren (1222-1282), es conocido hoy como el mayor promotor del daimoku en la historia del budismo japonés. Nichiren consideraba que la repetición del daimoku era la práctica suprema y más elevada, ya que el título del sutra contenía dentro de sí todo el Sutra del Loto, todo el budismo y la semilla misma de la Budeidad.  Nichiren cita con frecuencia pasajes del Sutra del Loto en los que el Buda declara que este sutra es su enseñanza más elevada. Entre estos pasajes se encuentran: "He predicado diversos sutras, y entre ellos el Sutra del Loto es el supremo", "entre todos los sutras, ocupa el lugar más alto", y "Este sutra es el rey de los sutras".
Según Jacqueline Stone, quien se basa en la obra de Takagi Yutaka, la práctica del daimoku de Nichiren fue influenciada por tres elementos clave: las prácticas del daimoku del período Heian, la doctrina medieval Tendai (como se observa en textos como el Shuzenji-ketsu) y la tradición del nembutsu popularizada por Hōnen. Nichiren sintetizó estas influencias para crear una práctica única y exclusiva centrada en el daimoku, que se convirtió en el núcleo de su nueva escuela budista.  Nichiren ofrece una interpretación detallada del daimoku en su Ongi kuden y en otros escritos. Sus interpretaciones están influenciadas por las enseñanzas de Zhiyi de la escuela Tiantai. 
Para Nichiren, recitar el daimoku equivalía a recitar el Sutra del Loto en su totalidad. Creía que el mérito y la iluminación del Buda serían "transferidos espontáneamente" a quienes abrazaran y recitaran el daimoku. Esto borraría su karma negativo y les permitiría alcanzar la Budeidad en este mismo cuerpo.  Jacqueline Stone señala que "Nichiren enfatizó la salvación a través de la fe más que mediante la introspección meditativa, y esta postura también representa la ortodoxia en las principales denominaciones de Nichiren hoy en día".  
Sin embargo, Nichiren también sostenía que la práctica de la recitación del daimoku podía purificar la mente y conducir a la comprensión profunda. Por ejemplo, en Becoming a Buddha in One Lifetime (Issho jōbutsu shō), Nichiren escribe:
Incluso ahora mismo, la mente engañada en un solo momento de ignorancia es como un espejo sin pulir. Pero si uno lo pule, ciertamente se convertirá en el espejo brillante que es la verdadera talidad de la naturaleza del Dharma. Despierta profundamente la mente de fe y, día y noche, mañana y tarde, púlelo sin descuidarlo. ¿Cómo se debe pulir? Simplemente recitando Namu-myōhō-renge-kyō, esto es lo que se llama pulir. 
El Kanjin honzon shō, una de sus obras más importantes, estableció la base doctrinal para la recitación del daimoku como una práctica de "contemplación de la mente" (觀心 kanjin) adecuada para la era final del Dharma. En este texto, Nichiren enseñó que las prácticas acumuladas y los méritos resultantes del Buda Shakyamuni despierto están plenamente contenidos dentro de los cinco caracteres del daimoku, y que estos se transfieren inmediatamente al practicante al recitarlo. En consecuencia, uno puede obtener los méritos de las seis perfecciones sin tener que seguir cada una de estas prácticas por separado..
El Kanjin honzon shō también introdujo el concepto del "gran maṇḍala" (daimandara), una representación caligráfica de la asamblea descrita en el Sutra del Loto, inspirada en la iconografía esotérica. Nichiren creó más de 120 ejemplos de este maṇḍala, en el cual el daimoku está inscrito de forma prominente en el centro, flanqueado por los nombres del Buda Shakyamuni y el Buda Muchas Joyas (Tahō Nyorai), reflejando la escena descrita en el Sutra del Loto donde estos Budas se sientan juntos en la estupa enjoyada. Nichiren enseñó que a través de la fe en el Sutra del Loto y la recitación del daimoku, el devoto "entra" en este maṇḍala, participando así en la realidad iluminada del Buda primordial.
El énfasis de Nichiren en el daimoku como una práctica exclusiva fue paralelo (y posiblemente influenciado por) el desarrollo del nembutsu exclusivo de Hōnen. Aunque la escuela Tendai y otras tradiciones budistas incluían prácticas basadas en la recitación (generalmente el nembutsu, mantras o sutras completos, como el Sutra del Corazón o el Sutra de Amitabha), Nichiren elevó la recitación del daimoku a un método exclusivo y universal para alcanzar la iluminación. Nichiren afirmó que el daimoku era el único método para la felicidad y la salvación adecuado para la era del declive del Dharma, mientras que las demás prácticas eran inútiles.
Por esta razón, Nichiren veía mezclar el daimoku con otras prácticas (como se hacía en el budismo del período Heian) como "mezclar arroz con excremento". Esta postura exclusiva ha sido vista como intolerante y radical por algunos académicos modernos, pero en realidad era una característica común del budismo del período Kamakura, como se puede observar también en Hōnen.. Lo que fue exclusivo de Nichiren, sin embargo, fue la postura directamente confrontativa que adoptó contra otras sectas, lo que se convirtió en la base del proselitismo shakubuku de su escuela.
Dentro de la comunidad temprana de Nichiren, las interpretaciones sobre la práctica del daimoku variaban: algunos seguidores la consideraban una expresión de fe, mientras que otros la entendían como una disciplina meditativa o un medio para obtener beneficios mundanos. Su doctrina integró elementos de la filosofía Tendai, el budismo esotérico y las preocupaciones contemporáneas sobre la era de mappō, lo que contribuyó a su amplia aceptación.

## Significado
Literalmente, Nam Myōhō Renge Kyō significa devoción o homenaje al Sutra de la Flor de Loto del Dharma Sublime, que es la lectura japonesa del título del Sutra del Loto (en sánscrito, Saddharma Puṇḍarīka Sūtra), el cual Nichiren consideraba como la esencia de dicho Sutra.
Namu se utiliza en el budismo como para expresar la toma de refugio en un Buda u otro objeto similar de veneración. Entre las diversas sectas de Nichiren, el uso fonético de Nam frente a Namu es una cuestión lingüística pero no dogmática, debido a las contracciones comunes y a que la u se ensordece en muchas palabras del japonés. En este mantra, los japoneses omiten el sonido "u" al recitar rápidamente, pero escriben "Namu", ya que es imposible contraer la palabra en "Nam" en su escritura nativa.
Namu Myōhō Renge Kyō (南無妙法蓮華經, pinyin: námó miàofǎ liánhuá jīng) consta de las siguientes palabras:
- Namu [南無]: una transliteración del sánscrito námas, que significa reverencia, saludo reverencial, adoración.
- Myōhō [妙法]: "Dharma Sublime" o "Principio Maravilloso" (sánscrito: Saddharma, "Dharma verdadera").
  - Myō, del chino medio mièw, significa "sublime, misterio, milagro, ingenio" (cf. mandarín miào); traduce el prefijo sánscrito Sad- (de sat-, verdadero, real).
  - Hō, del chino medio pjap, significa "Dharma, ley o principio universal, enseñanza" (cf. mandarín fǎ).
- Renge [蓮華]: "Flor de Loto", es decir, el loto blanco (sánscrito: Pundarika), del chino medio len xwæ (cf. mandarín lián huā).
- Kyō [經], del chino medio kjeng, significa "sutra" (cf. mandarín jīng), sánscrito: sūtra.

### Exégesis
Según Tiantai Zhiyi y Nichiren, cada una de las palabras del título del Sutra del Loto tiene un significado específico: 
- Myōhō (Dharma Sublime): En el Profundo Significado del Sutra del Loto (Fahua Xuan-yi) de Zhiyi, se dice que el término "sublime" (miao 妙) se refiere a la realidad última misma, es decir, la Talidad (sct. Tathata), que es la perfecta interpenetración de las tres verdades. Para Zhiyi, la enseñanza "sublime" es omnicomprensiva, pues integra en sí misma todas las enseñanzas y, de hecho, todos los fenómenos (dharmas). Nichiren entiende Myō como "abrir", "revelar", "desplegar": cita el Sutra del Loto, que dice: "Este sutra abre la puerta de las enseñanzas provisionales y revela el verdadero aspecto de la realidad". Nichiren dice que esto significa que el sutra es como la llave de un gran tesoro (la propia budeidad). También afirma que significa "perfección", ya que es la enseñanza perfecta y suprema del Buda.
- Renge (Flor de Loto): La flor de loto blanca (Nelumbo nucifera) representa simbólicamente el supremo Dharma. Zhiyi considera el término "flor de loto" como una alegoría de la relación entre los tres vehículos relativos y el Vehículo Único (ekayana) supremo. Así como la flor existe para el fruto, las enseñanzas relativas de los tres vehículos existen solo por causa del Vehículo Único. De manera similar, la enseñanza provisional del sutra sobre los medios hábiles existe debido a su enseñanza original (la infinita vida del Buda). Por tanto, el término "flor de loto" simboliza toda la enseñanza del sutra.[28]
- Kyō (Sutra): "Sutra" significa literalmente "hilo" (cf. sutura), y se refiere a todas las enseñanzas del Buda. Nichiren escribe: "Dentro de este único carácter Kyō están contenidos todos los sutras de todo el universo. Es como la joya que concede los deseos, que contiene en sí misma todo tipo de tesoros, o como la vastedad del espacio que abarca todos los fenómenos".

## Formas alternativas
En algunas liturgias de la escuela Tendai, el Sutra del Loto es alabado con distintas frases.

En el Manual Tiantai para el Rito de Arrepentimiento del Samadhi de la Flor del Dharma (Fahua Sanmei Chanyi 法華三昧懺儀, Taisho no. 1941), compuesto por Tiantai Zhiyi, se encuentra el siguiente homenaje al sutra:
一心奉請: 南無大乘妙法蓮華經 (心想甚深。祕密法藏。悉現在前。受我供養)。
Este pasaje de homenaje (parte de un grupo de pasajes similares que rinden homenaje a varios Budas y bodhisattvas) dice: Con devoción de mente única, ruego respetuosamente: Homenaje al Gran Vehículo del Maravilloso Dharma, el Sutra de la Flor de Loto.
El homenaje (chino: 南無大乘妙法蓮華經, pinyin: Nán mó dà chéng miào fǎ lián huá jīng, romanización japonesa: Namu Daijō Myōhō Renge Kyō) va seguido de las siguientes instrucciones: "Visualiza el profundo y secreto tesoro del Dharma apareciendo plenamente ante ti para recibir las ofrendas."
Este ritual clásico del budismo Tiantai enfatiza la reverencia, el arrepentimiento y la dedicación a la iluminación. Los practicantes comienzan reconociendo que la naturaleza de todos los fenómenos es shuniata (la vacuidad de esencia), aunque se manifiesta a través de las condiciones kármicas. Participan en una adoración reverente, inclinándose ante el Buda Shakyamuni, los Budas del pasado y del futuro, y bodhisattvas prominentes como Mañjusri y Samantabhadra. El ritual incorpora un proceso detallado de arrepentimiento por las transgresiones cometidas mediante las seis facultades sensoriales (ojos, oídos, nariz, lengua, cuerpo y mente), reconociendo las consecuencias kármicas de los apegos sensoriales. Los practicantes expresan profundo remordimiento, se comprometen a abstenerse de acciones dañinas y dedican su práctica al bienestar de todos los seres. El ritual concluye invocando a los Budas y bodhisattvas para que enseñen el Dharma y guíen a los seres sintientes hacia la liberación.

Por otra parte, un manual ritual de Hokke Senbo del siglo IX perteneciente a la escuela Tendai (法華懺法) contiene un homenaje idéntico al daimoku:
南無妙法蓮華經 (pronunciado: Namo Beuhō Renga Kei)
Las fuentes de la escuela Tendai también contienen el siguiente canto daimoku alternativo:
Namu ichijō myōhō renge kyō (Homenaje al Sutra del Vehículo Único, la Maravillosa Flor del Dharma)
Otro homenaje alternativo dice:
Namu byōdō dai e ichijō myōhō renge kyō (南無平等大會一乘妙法蓮華經)

Homenaje a la Gran Asamblea de la Igualdad, el Vehículo Único, el Maravilloso Dharma del Sutra de la Flor de Loto.
El budismo Tendai generalmente no utiliza esta frase como un canto repetitivo, como se hace en el budismo Nichiren. Sin embargo, existe una práctica relacionada llamada Método para Postrarse ante el Sutra de la Flor del Dharma (禮法華經儀式, Taisho no. 1944), que es practicada actualmente tanto por monjes como por laicos. Este rito fue practicado de forma destacada por el maestro Tendai Ennin antes de su viaje a China.
Este rito puede realizarse en tres formas: larga, media y corta. La forma larga consiste en postrarse ante cada uno de los caracteres de todo el sutra, mientras que la forma media aplica esto solo a un capítulo seleccionado. La forma corta, que es la más comúnmente practicada, implica postrarse ante los caracteres del título del sutra, a veces acompañado del canto Namu. Durante esta práctica, se recita una dedicatoria como la siguiente: "Con devoción de mente única, rindo homenaje al Maravilloso Dharma del Sutra de la Flor de Loto, rindiendo homenaje a la Joya del Dharma del carácter Myō (妙)."

El título del Sutra del Loto en sánscrito es Saddharmapuṇḍarīkasūtra, por lo que una reconstrucción en sánscrito del homenaje sería:
namaḥ saddharmapuṇḍarīkasūtrāya

### Mantra
En el Kaimokushō (Liberación de la Ceguera), Nichiren cita un mantra del Sutra del Loto. Según Nichiren, este es el "mantra en el núcleo del Saddharmapuṇḍarīkasūtra", el cual fue descubierto por el vajracharya Śubhakarasiṃha "en una torre de hierro en el sur de la India".

El mantra en sánscrito es el siguienteː
namaḥ samyaksambuddhānām

 oṃ a aṁ aḥ
sarvabuddhājña-cakṣurbhyām gagana saṁsvā rakṣanī
saddharmapuṇḍarīkasūtram

 jā hūṃ ho vajrarakṣaman hūṁ svāhā